# Liste der Baudenkmäler in Brüggen (Kerpen)
Die Liste der Baudenkmäler in Brüggen (Kerpen) enthält die denkmalgeschützten Bauwerke auf dem Gebiet von Kerpen-Brüggen in Nordrhein-Westfalen (Stand: Januar 2021). Diese Baudenkmäler sind in der Denkmalliste der Stadt Kerpen eingetragen; Grundlage für die Aufnahme ist das Denkmalschutzgesetz Nordrhein-Westfalen (DSchG NRW).

## Baudenkmäler
Die Liste der Baudenkmäler enthält Sakralbauten, Wohn- und Fachwerkhäuser, historische Gutshöfe und Adelsbauten, Industrieanlagen, Wegekreuze und andere Kleindenkmäler sowie Grabmale und Grabstätten, die eine besondere Bedeutung für die Geschichte Erftstadts haben.
Hinweis: Die Reihenfolge der Denkmäler in dieser Liste entspricht der offiziellen Liste und ist nach Bezeichnung, Ortsteilen und Straßen sortierbar.
| Bild           | Bezeichnung                   | Lage                            | Beschreibung | Bauzeit | Eingetragen seit   | Denkmal- nummer |
| -------------- | ----------------------------- | ------------------------------- | ------------ | ------- | ------------------ | --------------- |
| weitere Bilder |                               | Brüggen Am Burgtor              |              |         | 14. November 1984  | 12              |
| weitere Bilder |                               | Brüggen Brüggener Str. 18       |              |         | 24. Februar 1989   | 154             |
| weitere Bilder | Wegekreuz                     | Brüggen Heerstr./ Gassenfeldweg |              |         | 15. September 2003 | 90              |
| weitere Bilder | Brüggener Mühle               | Brüggen Mühlengasse 14          |              |         | 11. Dezember 2002  | 219             |
| weitere Bilder | Pfarrkirche St. Josef Brüggen | Brüggen                         |              |         | 28. November 1989  | 34              |
| weitere Bilder | Jüdischer Friedhof            | Brüggen                         |              |         | 26. Januar 2004    | 77              |

## Belege
1. ↑  Denkmalliste der Stadt Kerpen, übermittelt durch die Untere Denkmalbehörde Kerpen.